# Magyar Televízió
Magyar Televízió (MTV) is de Hongaarse publieke televisieomroep. De MTV onderhoudt vier tv-zenders, M1 en M2, en daarnaast het met herhalingen gevulde M3 en sinds 18 juli 2015 het sportkanaal M4. In 2016 is M5 gestart als cultureel kanaal. De omroep is sinds 1993 aangesloten bij de European Broadcasting Union.
De Hongaarse televisieomroep verzorgde op 1 mei 1957 zijn eerste officiële uitzending. In 1974 werd de Hongaarse televisie van de publieke omroep (sinds 1958:Magyar Rádió és Televízió) afgesplitst: sindsdien worden radio en televisie door afzonderlijke organisaties verzorgd: Magyar Rádió en Magyar Televízió. 
De MTV wordt gefinancierd uit de staatskas en uit reclame-inkomsten. De omroepbijdrage werd in Hongarije in 2002 afgeschaft.
Op Europees niveau is de omroep vooral bekend van het uitzenden van het Eurovisiesongfestival en Spel Zonder Grenzen.
Op 1 januari 2013 is de overkoepelende organisatie MTVA opgericht die is bedoeld te komen tot een verregaande samenwerking tussen MTV, Duna TV, MTI (Hongaars persbureau) en Magyar Rádió.

## Programmering
m1 was het vlaggenschip van MTV en zond dagelijks nieuws, series en amusementsprogramma´s uit. Het best bekeken programma was het nieuws van 19.30 uur (Híradó). Verder was er de achtergrondrubriek Az Este (de avond) een vaste waarde in de programmering.
m2 zond kinderprogramma´s, documentaires en programma´s uit het archief van MTV uit.
Vanaf 15 maart 2015 is de rol van MTV verandert, Duna TV is het grote algemene kanaal geworden met amusement terwijl M1 een nieuwskanaal is geworden. M2 is nu overdag een kinderkanaal en vanaf 19.30 uur 's avonds het jongerenkanaal Petöfi TV.